# Yvonne de Bark
Yvonne de Bark (născută Yvonne Wunschel la 8 august 1972, München, Germania) este o autoare și actriță germană.